# Pereskia horrida
Pereskia horrida là một loài thực vật có hoa trong họ Cactaceae. Loài này được DC. mô tả khoa học đầu tiên năm 1828.

## Hình ảnh

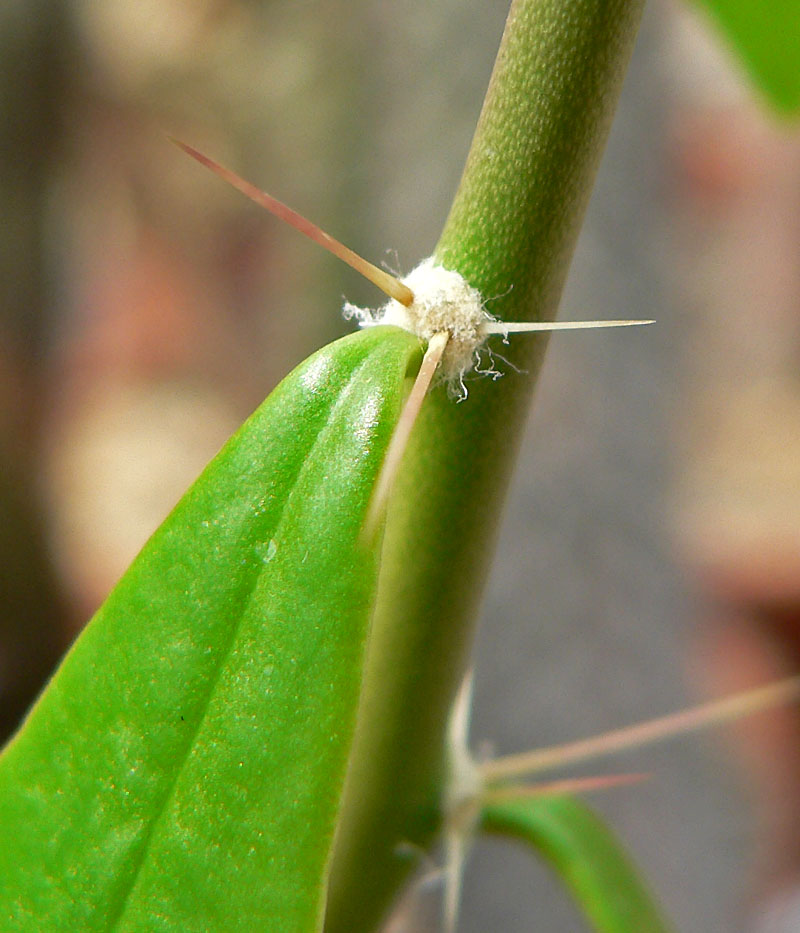